# Gangster, amore e... una Ferrari
Gangster, amore e... una Ferrari (Never Steal Anything Small) è un film statunitense del 1959 diretto da Charles Lederer, basato sul lavoro The Devil's Hornpipe di Maxwell Anderson e Rouben Mamoulian.

## Trama
Jake MacIllaney, uomo di pochi scrupoli, si candida alla presidenza del sindacato degli scaricatori di porto. Avversato dai suoi rivali, non si perde d'animo e viene eletto adottando anche sistemi poco puliti. Una volta alla presidenza, deve mantenere le promesse fatte agli elettori e, con un trucco, riesce a trafugare e rivendere una cassa colma di orologi d'oro. Ottenuta la liquidità necessaria, fa iniziare i lavori di ristrutturazione del porto (dove ha lavorato per molti anni) appoggiato anche da persone importanti che desiderano eleggerlo alla presidenza generale. Però un giorno qualcuno scopre lo stratagemma adottato da Jake nella rivendita degli orologi: accusato di furto, viene rinviato a giudizio.
Al processo, difeso dal giovane avvocato Dan Cabot, viene riconosciuto che il furto non era stato commesso per vantaggio personale ma per il bene dei portuali. Però le cose si complicano poiché Jake si innamora dell'affascinante moglie di Cabot, Linda; la convince a rompere il matrimonio e attacca direttamente Dan di avere commesso lui il furto. Viene condannato a due anni per oltraggio proprio quando arrivano i risultati delle elezioni: Jake è stato eletto alla presidenza generale e viene portato in trionfo dai portuali mentre viene accompagnato in carcere per scontare la pena. Quando uscirà, resterà sempre al loro fianco.

## Produzione
Ultimo film musicale di Cagney, tratta l'argomento dei racket che si infiltrano nel movimento operaio. Cagney interpreta un capo sindacale disonesto ma affascinante. La Jones, che impersona una donna infelicemente sposata che il leader sindacale vuole per sé sottraendola al suo avvocato, si esibisce in un vivace numero musicale, sulla falsariga degli spot pubblicitari. Il film presenta un duetto di Cagney e la Williams sul brano "I'm Sorry, I Want a Ferrari" che fece da ispirazione per il titolo italiano: quello originale significa Non rubare nulla di poco valore.

## Distribuzione
Il film ebbe la prima proiezione negli Stati Uniti l'11 febbraio 1959. In Italia ottenne il visto di censura n. 30.006 dell'11 agosto 1959 per una lunghezza di 2.633 metri.